# جيمس مانينغ
جيمس مانينغ (بالإنجليزية: James Manning)‏ هو كاهن أمريكي، ولد في 22 أكتوبر 1738 في إليزابيث في الولايات المتحدة، وتوفي في 29 يوليو 1791 في بروفيدنس في الولايات المتحدة.

## وصلات خارجية
- جيمس مانينغ على موقع الموسوعة البريطانية (الإنجليزية)